# Stephen Rebello
Stephen Arthur Rebello (Massachusetts, Estados Unidos) más conocido como Stephen Rebello es un escritor, periodista, guionista de cine y médico terapeuta conocido por publicar el libro Alfred Hitchcock and the making of Psycho, sobre cómo Hitchcock hizo la famosa película Psicosis. El libro fue adaptado al cine en 2012 por Sacha Gervasi con Anthony Hopkins, Helen Mirren y Scarlett Johanson y fue recibida con gran éxito, siendo Mirren nominada al Globo de Oro, el BAFTA y el SAG y la película candidata al Premio Oscar al mejor maquillaje.

## Biografía
Nacido de padres portugueses en Fall River, Massachusetts, Rebello fue criado en Somerset, Massachusetts. Se graduó en Somerset High School, donde fue coeditor del periódico de la escuela y fue solista en el coro mixto. Como cantante infantil, trabajó en un programa de radio semanal y cantaba en directo. 
Se graduó en la Universidad de Massachusetts, donde se especializó doblemente en la literatura y la psicología. Obtuvo una Maestría de la Universidad Escuela de Trabajo Social en Boston Simmons. Así, se hizo terapeuta en una clínica de Boston, tras trabajar de supervisor en la Universidad de Harvard. Continuando con su trabajo de terapeuta,  trabajó algo también como periodista, en Cinefantastique, American Film Magazine, Los Angeles Times, Saturday Review,  Cosmopolitan, More, entre otras. 
Entre sus entrevistas más famosas sobresalen las que le hizo a Lee Iacocca, Chuck Yeager, Sharon Stone, Nicole Kidman, Anthony Minghella, Steven Soderbergh, Matt Damon, Jerry Bruckheimer, Eva Mendes, Clive Owen, Demi Moore, Drew Barrymore, Tom Cruise, Denis Leary, Robert Downey Jr., Rosario Dawson, Scarlett Johansson, además de trabajar como editor y contribuidor a la revista Playboy.

## Obras completas
- Reel Art - Great Posters From the Golden Age of the Silver Screen (with Richard C. Allen) (1988)
- Alfred Hitchcock and the Making of Psycho (1990)
- Bad Movies We Love (with Edward Margulies) (1993)
- The Art of Pocahontas (1995)
- The Art of the Hunchback of Notre Dame (1996)
- The Art of Hercules: The Chaos of Creation (1997)

## Enlaces de interés
- Alfred Hitchcock and the Making of Psycho en Internet Movie Database (en inglés).

- Stephen Rebello en Internet Movie Database (en inglés).